# 2024年のワールドシリーズ
2024年の野球において、メジャーリーグベースボール（MLB）優勝決定戦の第120回ワールドシリーズ（英語: 120th World Series）は、10月25日から30日にかけて計5試合が開催された。その結果、ロサンゼルス・ドジャース（ナショナルリーグ）がニューヨーク・ヤンキース（アメリカンリーグ）を4勝1敗で下し、4年ぶり8回目の優勝を果たした。
両リーグの最高勝率球団どうしがシリーズで対戦するのは、1995年の地区シリーズ導入以降では2020年以来4年ぶり5度目。ドジャースは初戦でフレディ・フリーマンがシリーズ史上初となる逆転サヨナラの満塁本塁打を放ち勝利すると、そこから3連勝で優勝に王手をかけた。ヤンキースは、過去119回のシリーズで0勝3敗からの逆転優勝はおろか2勝を返したチームすら存在しないなか、第4戦に勝利し、さらに第5戦でも一時は5－0と先行した。しかしドジャースはフリーマンの2点適時打などで試合をひっくり返してヤンキースの連勝を阻止し、5試合でシリーズに決着をつけた。5点差逆転勝利はシリーズ史上7度目、優勝決定試合では史上初だった。フリーマンは5試合でシリーズ史上最多タイの12打点を挙げたほか、打率.300・4本塁打・OPS 1.354という成績を残してシリーズMVPに選出された。
2022年、MLB機構が金融持株会社のキャピタル・ワンと契約を締結し、同社はその年から5年間ワールドシリーズの冠スポンサーとなった。よって大会名はワールドシリーズ presented by キャピタル・ワン（英語: World Series presented by Capital One）となる。また2024年、MLB機構はドイツの作業服製造販売業者エンゲルベルト・シュトラウスとスポンサー契約を締結した。これにより2027年までの契約期間中、選手は今シリーズを含むポストシーズン全試合で同社の広告ロゴ入り打撃用ヘルメットを着用する。

## ワールドシリーズまでの道のり

### 両チームの2024年
10月19日にまずアメリカンリーグでヤンキース（東地区）が、そして20日にはナショナルリーグでドジャース（西地区）が、それぞれリーグ優勝を決めてワールドシリーズへ駒を進めた。
ヤンキースは2023年を82勝80敗の地区4位で終え、1992年以来の負け越しこそ免れたものの、ポストシーズン進出を7年ぶりに逃した。打線が総得点でMLB25位と低迷したうえに構成も右打者に偏っていたことから、オフには左の強打者フアン・ソトをトレードで獲得した。2024年は、投手陣ではエースのゲリット・コールが右肘痛により、開幕から2か月半の欠場を強いられる。また打線も、ソトとアーロン・ジャッジが座る2番・3番が強力な一方で、その前後の打順の弱さが目立った。それでもチームはボルチモア・オリオールズと地区首位を争い、前半戦は58勝40敗で1.0ゲーム差の2位につけた。7月30日のトレード期限までには、ジャズ・チザム・ジュニアを獲得し打線を強化する。移籍後のチザムは未経験の三塁守備に就きながら走攻守に活躍し、持ち前の明るい性格でチームに活気ももたらした。後半戦はオリオールズが33勝33敗と停滞したこともあり、そのオリオールズを抜いて首位に立つと、9月26日にはオリオールズとの直接対決に勝利して地区優勝を決めた。平均得点5.03はリーグ最高・MLB3位、防御率3.74はリーグ4位・MLB6位。シーズン序盤は先発ローテーションでルイス・ヒールやカルロス・ロドンがコール離脱の影響を軽減し、終盤に入ると救援投手陣でルーク・ウィーバーの躍進がチームを助けた。ワイルドカードシリーズはリーグ最高勝率のため出場を免除され、地区シリーズではカンザスシティ・ロイヤルズを3勝1敗で、リーグ優勝決定戦ではクリーブランド・ガーディアンズを4勝1敗で、それぞれ下した。
ドジャースは直近2年連続で100勝以上を挙げて地区優勝しながら、いずれの年も地区シリーズで同地区下位球団に敗れた。オフには打線に大谷翔平やテオスカー・ヘルナンデスを、先発ローテーションにタイラー・グラスノーや山本由伸を加えた。FAの大谷へ与えた10年契約はMLB史上最大の総額7億ドル、彼を含む4人の獲得へ投じたのは合計12億3500万ドル超という大型補強だった。2024年は開幕戦勝利から地区首位を譲らないまま、主力選手の負傷離脱も乗り越えてシーズンを進めていく。先発ローテーションは山本を筆頭に特に怪我人が多く、また打線もムーキー・ベッツやマックス・マンシーを欠いたが、それでも前半戦終了時には56勝41敗で2位サンディエゴ・パドレスに7.0ゲーム差をつけた。後半戦に入ると、7月30日のトレード期限までに獲得した救援投手マイケル・コペックや先発投手ジャック・フレアティが好投してチームを支える。パドレスには直接対決で負け越したうえ、後半戦に43勝20敗の高勝率を記録されて差を縮められたものの、9月26日に最後の直接対決を制して振り切り、地区王者の座を守った。平均得点5.20はリーグ2位・MLB2位、防御率3.90はリーグ6位・MLB13位。移籍1年目の大谷がMLB史上初のシーズン50本塁打・50盗塁を達成するなど打線を牽引し、投手陣では先発投手の負傷者続出を救援投手の充実ぶりが補った。ワイルドカードシリーズはリーグ最高勝率のため出場を免除され、地区シリーズではパドレスを3勝2敗で、リーグ優勝決定戦ではニューヨーク・メッツを4勝2敗で、それぞれ下した。

### ホームフィールド・アドバンテージ
ワールドシリーズの第1・2・6・7戦を本拠地で開催できる "ホームフィールド・アドバンテージ" は、レギュラーシーズンの勝率がより高いほうの球団に与えられる。ポストシーズン進出12球団のアドバンテージ優先順位は以下の通り。
| 優先順位   | 球団                           | レギュラーシーズン成績 | レギュラーシーズン成績         | ポストシーズン結果                |        |        |        |
| 優先順位   | 球団                           | レギュラーシーズン成績 | レギュラーシーズン成績         | ポストシーズン結果                | WCS    | DS     | LCS    |
| ---------- | ------------------------------ | ---------------------- | ------------------------------ | --------------------------------- | ------ | ------ | ------ |
| 01         | ロサンゼルス・ドジャース       | 98勝64敗・勝率.605     | NL西地区優勝                   | ワールドシリーズ進出              | 免除   | 3勝2敗 | 4勝2敗 |
| 02         | フィラデルフィア・フィリーズ   | 95勝67敗・勝率.586     | NL東地区優勝                   | 地区シリーズ（DS）敗退            | 免除   | 1勝3敗 | －     |
| 03         | ニューヨーク・ヤンキース       | 94勝68敗・勝率.580     | AL東地区優勝                   | ワールドシリーズ進出              | 免除   | 3勝1敗 | 4勝1敗 |
| 04[※1][※2] | サンディエゴ・パドレス         | 93勝69敗・勝率.574     | NL西地区2位＝第1ワイルドカード | 地区シリーズ（DS）敗退            | 2勝0敗 | 2勝3敗 | －     |
| 05[※1][※2] | ミルウォーキー・ブルワーズ     | 93勝69敗・勝率.574     | NL中地区優勝                   | ワイルドカードシリーズ（WCS）敗退 | 1勝2敗 | －     | －     |
| 06[※1]     | クリーブランド・ガーディアンズ | 92勝69敗・勝率.571     | AL中地区優勝                   | リーグ優勝決定戦（LCS）敗退       | 免除   | 3勝2敗 | 1勝4敗 |
| 07[※1]     | ボルチモア・オリオールズ       | 91勝71敗・勝率.562     | AL東地区2位＝第1ワイルドカード | ワイルドカードシリーズ（WCS）敗退 | 0勝2敗 | －     | －     |
| 08[※1][※3] | アトランタ・ブレーブス         | 89勝73敗・勝率.549     | NL東地区2位＝第2ワイルドカード | ワイルドカードシリーズ（WCS）敗退 | 0勝2敗 | －     | －     |
| 09[※1][※3] | ニューヨーク・メッツ           | 89勝73敗・勝率.549     | NL東地区3位＝第3ワイルドカード | リーグ優勝決定戦（LCS）敗退       | 2勝1敗 | 3勝1敗 | 2勝4敗 |
| 10[※1]     | ヒューストン・アストロズ       | 88勝73敗・勝率.547     | AL西地区優勝                   | ワイルドカードシリーズ（WCS）敗退 | 0勝2敗 | －     | －     |
| 11[※4]     | カンザスシティ・ロイヤルズ     | 86勝76敗・勝率.531     | AL中地区2位＝第2ワイルドカード | 地区シリーズ（DS）敗退            | 2勝0敗 | 1勝3敗 | －     |
| 12[※4]     | デトロイト・タイガース         | 86勝76敗・勝率.531     | AL中地区3位＝第3ワイルドカード | 地区シリーズ（DS）敗退            | 2勝0敗 | 2勝3敗 | －     |

※1  同一リーグ内の地区シリーズやリーグ優勝決定戦などでは、勝率に関係なく地区優勝球団はワイルドカード球団より上位に位置づけられるが、ワールドシリーズだけはこれに当てはまらない。
※2  パドレスがブルワーズに対し、シーズン中の直接対決7試合を5勝2敗と勝ち越しているため、パドレスが上位となる。
※3  ブレーブスがメッツに対し、シーズン中の直接対決13試合を7勝6敗と勝ち越しているため、ブレーブスが上位となる。
※4  ロイヤルズがタイガースに対し、シーズン中の直接対決13試合を7勝6敗と勝ち越しているため、ロイヤルズが上位となる。
10月19日にまずヤンキースがワールドシリーズ進出を決めた。しかしこの時点では、ナショナルリーグのリーグ優勝決定戦が未決着だった。対戦していたのは、優先順位がヤンキースより上のドジャースと、ヤンキースより下のメッツである。したがって、ヤンキースとナショナルリーグ優勝球団のどちらにアドバンテージが与えられるかは、まだ決まらなかった。翌20日、ドジャースがリーグ優勝を果たし、アドバンテージがドジャースへ与えられることとなった。

### 試合日程
今シリーズについてMLB機構は、2通りの日程を設定していた。変動の条件は、両リーグのリーグ優勝決定戦がともに10月19日までに決着しているか否かである。途中に悪天候などによる順延を挟まなければ、前者の場合は22日に開幕し最長で30日の第7戦まで、後者の場合は25日に開幕し最長で11月2日の第7戦まで、それぞれ続くという日程が設定されていた。
18日、ナショナルリーグ優勝決定戦の第5戦が行われ、メッツがドジャースに12－6で勝利した。同シリーズは5試合を終えた段階でドジャースの3勝2敗と決着がついておらず、移動日を挟んで20日以降に第6戦が行われることとなった。これにより、今シリーズの開幕日は25日に決まった。

## 両チームの過去の対戦

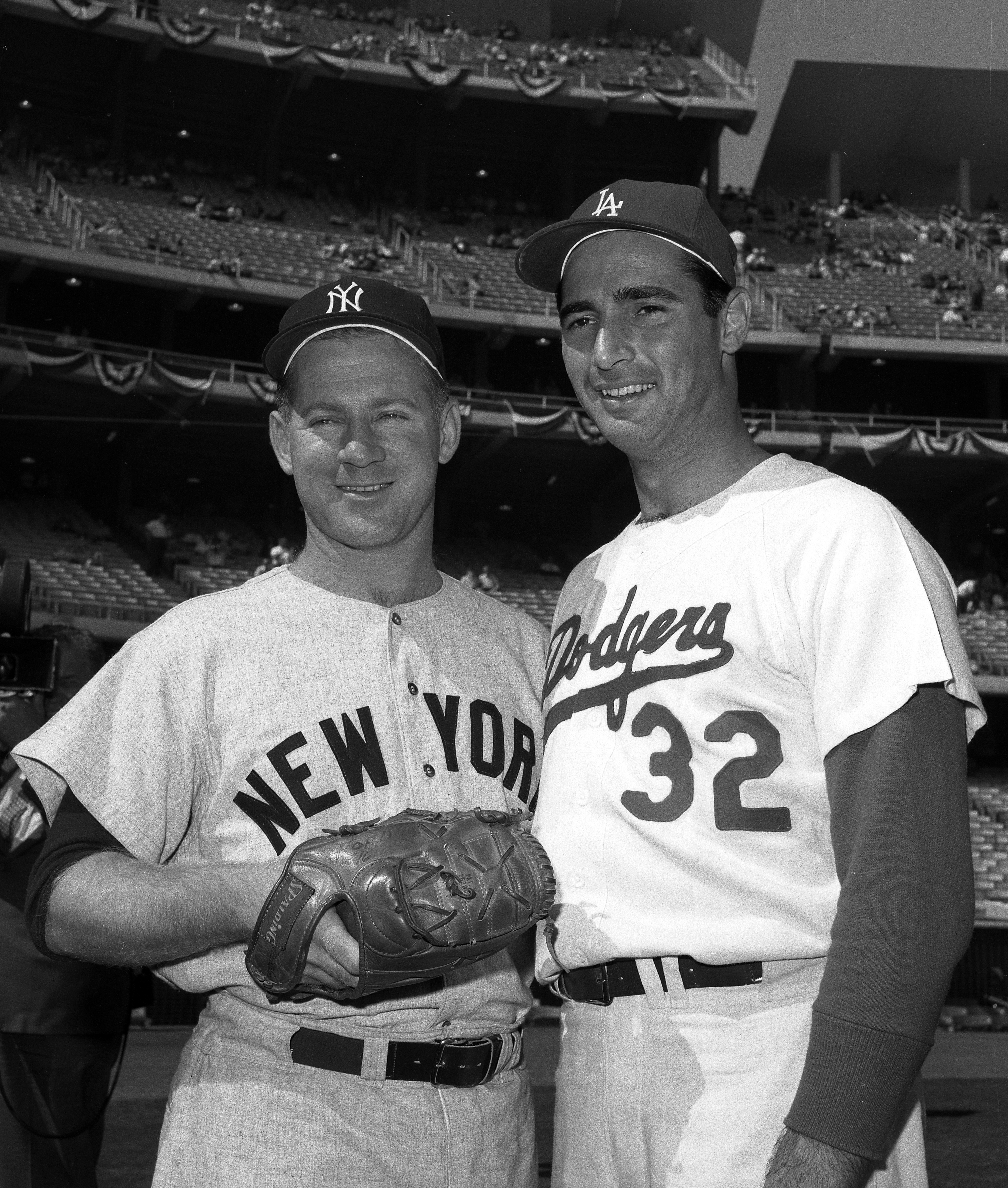
1963年シリーズ時に撮影された、両チーム左腕エースのツーショット。左がヤンキースのホワイティー・フォード、右がドジャースのサンディー・コーファックス

過去119回のシリーズのなかでヤンキースとドジャースの対戦は11度あり、今回が12度目となる。これはワールドシリーズのみならずポストシーズン全体でも最も多い顔合わせであり、2番目に多く行われたものよりさらに5度も多い。また北米4大プロスポーツリーグの他の優勝決定シリーズと比較しても、12度の対戦はバスケットボール・NBAファイナルのボストン・セルティックス対ロサンゼルス・レイカーズと並び最多である。ただし過去11度の対戦期間には偏りがあり、1941年から1981年までの41年間に11度が集中したあと、1982年以降は今シリーズまで41年以上対戦がなかった。ワールドシリーズでの再戦に40年以上を要した顔合わせは史上5例目である。両球団の対戦は、ジャッキー・ロビンソンのホームスチール（1955年・第1戦）やドン・ラーセンの完全試合（1956年・第5戦）、レジー・ジャクソンの3打席連続本塁打（1977年・第6戦）など、球史に残る数々の名場面に彩られてきた。
ドジャースは19世紀の球団創設から1957年シーズン終了までニューヨーク州ニューヨーク市ブルックリン区を本拠地としており、球団名も1930年代以降は "ブルックリン・ドジャース" で定着した。同市内ブロンクス区を本拠地とするヤンキースとのワールドシリーズは、お互いの本拠地球場をニューヨーク市地下鉄（英語: New York City Subway）で行き来できることから "サブウェイ・シリーズ"（英語: Subway Series）と呼ばれる。当時は、背広を羽織りネクタイを締めて球場に来るようなファンが多く選手もスター揃いのヤンキースと、ブルーカラーに支持され選手とファンの距離も近かったドジャースと、両球団のチームカラーも対比がはっきりとしていた。ヤンキースとドジャースが対戦したワールドシリーズは、1941年・1947年・1949年・1952年・1953年・1955年・1956年の7度ある。その結果はヤンキースの優勝が6度で、ドジャースの優勝は1955年の1度しかない。ヤンキースに敗れ続けたドジャースのファンの間では「来年があるさ（英語: Wait Till Next Year）」が合言葉となった。1958年にドジャースがカリフォルニア州ロサンゼルスへ移転してからは、両球団のワールドシリーズでの対戦は1963年・1977年・1978年・1981年の4度で、こちらは両球団が2度ずつ優勝を分け合っている。合計では、直接対決シリーズでヤンキースが8度優勝しているのに対し、ドジャースの優勝は3度にとどまる。
1997年から始まったレギュラーシーズン中のインターリーグでは、これまでに計22試合が行われ、その結果は11勝11敗の五分である。2024年はヤンキースの本拠地ヤンキー・スタジアムで6月7日から3試合が組まれており、ドジャースが敵地で2勝1敗と勝ち越した。ただこの3試合でヤンキースは、打線の中軸フアン・ソトを左前腕痛のため欠いていた。

## ロースター
両チームの出場選手登録（ロースター）は以下の通り。
- 名前の横の★はこの年のオールスターゲームに選出された選手を、＃はレギュラーシーズン開幕後に入団した選手を、◎はリーグ優勝決定戦MVP受賞者を示す。
- 年齢は今シリーズ開幕時点でのもの。

| ニューヨーク・ヤンキース | ニューヨーク・ヤンキース | ニューヨーク・ヤンキース | ニューヨーク・ヤンキース  | ニューヨーク・ヤンキース | ニューヨーク・ヤンキース | ニューヨーク・ヤンキース | ニューヨーク・ヤンキース | ニューヨーク・ヤンキース | ロサンゼルス・ドジャース | ロサンゼルス・ドジャース | ロサンゼルス・ドジャース | ロサンゼルス・ドジャース  | ロサンゼルス・ドジャース | ロサンゼルス・ドジャース | ロサンゼルス・ドジャース | ロサンゼルス・ドジャース | ロサンゼルス・ドジャース |
| 守備位置                 | 背番号                   | 出身                     | 選手                      | 投                       | 打                       | 年齢                     | ワールドシリーズ経験     | ワールドシリーズ経験     | 守備位置                 | 背番号                   | 出身                     | 選手                      | 投                       | 打                       | 年齢                     | ワールドシリーズ経験     | ワールドシリーズ経験     |
| 守備位置                 | 背番号                   | 出身                     | 選手                      | 投                       | 打                       | 年齢                     | 出場                     | 優勝                     | 守備位置                 | 背番号                   | 出身                     | 選手                      | 投                       | 打                       | 年齢                     | 出場                     | 優勝                     |
| ------------------------ | ------------------------ | ------------------------ | ------------------------- | ------------------------ | ------------------------ | ------------------------ | ------------------------ | ------------------------ | ------------------------ | ------------------------ | ------------------------ | ------------------------- | ------------------------ | ------------------------ | ------------------------ | ------------------------ | ------------------------ |
| 投手                     | 45                       | アメリカ合衆国の旗       | ゲリット・コール          | 右                       | 右                       | 34                       | 5年ぶり2回目             | なし                     | 投手                     | 43                       | アメリカ合衆国の旗       | アンソニー・バンダ＃      | 左                       | 左                       | 31                       | 初                       | なし                     |
| 投手                     | 65                       | キューバの旗             | ネスター・コーテズ        | 左                       | 右                       | 29                       | 初                       | なし                     | 投手                     | 57                       | アメリカ合衆国の旗       | ライアン・ブレイジア      | 右                       | 右                       | 37                       | 6年ぶり2回目             | 1回                      |
| 投手                     | 61                       | アメリカ合衆国の旗       | ジェイク・カズンズ＃      | 右                       | 右                       | 30                       | 初                       | なし                     | 投手                     | 21                       | アメリカ合衆国の旗       | ウォーカー・ビューラー    | 右                       | 右                       | 30                       | 4年ぶり3回目             | 1回                      |
| 投手                     | 81                       | ドミニカ共和国の旗       | ルイス・ヒール            | 右                       | 右                       | 26                       | 初                       | なし                     | 投手                     | 78                       | アメリカ合衆国の旗       | ベン・カスパリアス        | 右                       | 右                       | 25                       | 初                       | なし                     |
| 投手                     | 54                       | アメリカ合衆国の旗       | ティム・ヒル＃            | 左                       | 右                       | 34                       | 初                       | なし                     | 投手                     | 0                        | アメリカ合衆国の旗       | ジャック・フレアティ＃    | 右                       | 右                       | 29                       | 初                       | なし                     |
| 投手                     | 35                       | アメリカ合衆国の旗       | クレイ・ホームズ★         | 右                       | 右                       | 31                       | 初                       | なし                     | 投手                     | 48                       | ベネズエラの旗           | ブルスダー・グラテロル    | 右                       | 右                       | 26                       | 4年ぶり2回目             | 1回                      |
| 投手                     | 41                       | アメリカ合衆国の旗       | トミー・ケインリー        | 右                       | 右                       | 35                       | 初                       | なし                     | 投手                     | 40                       | アメリカ合衆国の旗       | ブレント・ハニーウェル＃  | 右                       | 右                       | 29                       | 初                       | なし                     |
| 投手                     | 38                       | アメリカ合衆国の旗       | マーク・ライターJr.＃     | 右                       | 右                       | 33                       | 初                       | なし                     | 投手                     | 41                       | アメリカ合衆国の旗       | ダニエル・ハドソン        | 右                       | 右                       | 37                       | 5年ぶり2回目             | 1回                      |
| 投手                     | 58                       | アメリカ合衆国の旗       | ティム・メイザ＃          | 左                       | 左                       | 32                       | 初                       | なし                     | 投手                     | 96                       | アメリカ合衆国の旗       | ランドン・ナック          | 右                       | 左                       | 27                       | 初                       | なし                     |
| 投手                     | 55                       | アメリカ合衆国の旗       | カルロス・ロドン          | 左                       | 左                       | 31                       | 初                       | なし                     | 投手                     | 45                       | アメリカ合衆国の旗       | マイケル・コペック＃      | 右                       | 右                       | 28                       | 初                       | なし                     |
| 投手                     | 36                       | アメリカ合衆国の旗       | クラーク・シュミット      | 右                       | 右                       | 28                       | 初                       | なし                     | 投手                     | 49                       | アメリカ合衆国の旗       | ブレイク・トレイネン      | 右                       | 右                       | 36                       | 4年ぶり2回目             | 1回                      |
| 投手                     | 0                        | アメリカ合衆国の旗       | マーカス・ストローマン    | 右                       | 右                       | 33                       | 初                       | なし                     | 投手                     | 51                       | アメリカ合衆国の旗       | アレックス・ベシア        | 左                       | 左                       | 28                       | 初                       | なし                     |
| 投手                     | 30                       | アメリカ合衆国の旗       | ルーク・ウィーバー        | 右                       | 右                       | 31                       | 初                       | なし                     | 投手                     | 18                       | 日本の旗                 | 山本由伸                  | 右                       | 右                       | 26                       | 初                       | なし                     |
| 捕手                     | 39                       | アメリカ合衆国の旗       | ホセ・トレビーノ          | 右                       | 右                       | 31                       | 初                       | なし                     | 捕手                     | 15                       | アメリカ合衆国の旗       | オースティン・バーンズ    | 右                       | 右                       | 34                       | 4年ぶり4回目             | 1回                      |
| 捕手                     | 28                       | アメリカ合衆国の旗       | オースティン・ウェルズ    | 右                       | 左                       | 25                       | 初                       | なし                     | 捕手                     | 16                       | アメリカ合衆国の旗       | ウィル・スミス★           | 右                       | 右                       | 29                       | 4年ぶり2回目             | 1回                      |
| 内野手                   | 95                       | ベネズエラの旗           | オズワルド・カブレラ      | 右                       | 左                       | 25                       | 初                       | なし                     | 内野手                   | 25                       | アメリカ合衆国の旗       | トミー・エドマン＃◎       | 右                       | 両                       | 30                       | 初                       | なし                     |
| 内野手                   | 13                       | バハマの旗               | ジャズ・チザムJr.＃       | 右                       | 左                       | 26                       | 初                       | なし                     | 内野手                   | 5                        | アメリカ合衆国の旗       | フレディ・フリーマン★     | 右                       | 左                       | 35                       | 3年ぶり2回目             | 1回                      |
| 内野手                   | 48                       | アメリカ合衆国の旗       | アンソニー・リゾ          | 左                       | 左                       | 35                       | 8年ぶり2回目             | 1回                      | 内野手                   | 8                        | プエルトリコの旗         | エンリケ・ヘルナンデス    | 右                       | 右                       | 33                       | 4年ぶり4回目             | 1回                      |
| 内野手                   | 25                       | ベネズエラの旗           | グレイバー・トーレス      | 右                       | 右                       | 27                       | 初                       | なし                     | 内野手                   | 9                        | アメリカ合衆国の旗       | ギャビン・ラックス        | 右                       | 左                       | 26                       | 初                       | なし                     |
| 内野手                   | 11                       | アメリカ合衆国の旗       | アンソニー・ボルピー      | 右                       | 右                       | 23                       | 初                       | なし                     | 内野手                   | 13                       | アメリカ合衆国の旗       | マックス・マンシー        | 右                       | 左                       | 34                       | 4年ぶり3回目             | 1回                      |
| 外野手                   | 89                       | ドミニカ共和国の旗       | ジェイソン・ドミンゲス    | 右                       | 両                       | 21                       | 初                       | なし                     | 内野手                   | 11                       | ベネズエラの旗           | ミゲル・ロハス            | 右                       | 右                       | 35                       | 初                       | なし                     |
| 外野手                   | 12                       | アメリカ合衆国の旗       | トレント・グリシャム      | 左                       | 左                       | 27                       | 初                       | なし                     | 外野手                   | 50                       | アメリカ合衆国の旗       | ムーキー・ベッツ★         | 右                       | 右                       | 32                       | 4年ぶり3回目             | 2回                      |
| 外野手                   | 99                       | アメリカ合衆国の旗       | アーロン・ジャッジ★       | 右                       | 右                       | 32                       | 初                       | なし                     | 外野手                   | 37                       | ドミニカ共和国の旗       | テオスカー・ヘルナンデス★ | 右                       | 右                       | 32                       | 初                       | なし                     |
| 外野手                   | 22                       | ドミニカ共和国の旗       | フアン・ソト★             | 左                       | 左                       | 26                       | 5年ぶり2回目             | 1回                      | 外野手                   | 44                       | キューバの旗             | アンディ・パヘス          | 右                       | 右                       | 23                       | 初                       | なし                     |
| 外野手                   | 27                       | アメリカ合衆国の旗       | ジャンカルロ・スタントン◎ | 右                       | 右                       | 34                       | 初                       | なし                     | 外野手                   | 3                        | アメリカ合衆国の旗       | クリス・テイラー          | 右                       | 右                       | 34                       | 4年ぶり4回目             | 1回                      |
| 外野手                   | 24                       | アメリカ合衆国の旗       | アレックス・ベルドゥーゴ  | 左                       | 左                       | 28                       | 初                       | なし                     | 指名打者                 | 17                       | 日本の旗                 | 大谷翔平★                 | 右                       | 左                       | 30                       | 初                       | なし                     |

ヤンキースはリーグ優勝決定戦のロースターから、内野手のジョン・バーティに代えて投手のネスター・コーテズを登録した。コーテズはレギュラーシーズンで先発ローテーションの一角を占め、31試合174.1イニングで9勝10敗・防御率3.77を記録したが、左肘痛のため9月18日を最後に欠場が続いていた。状態が悪化すればトミー・ジョン手術を要する可能性もあったが、今シリーズ開幕3日前の10月22日には実戦形式の練習で28球を投じられるまでに回復し、復帰が決まった。ドジャースには大谷翔平やフレディ・フリーマン、マックス・マンシーといった左の強打者がおり、左投手のコーテズには救援登板で彼らを抑える役割が期待される。バーティはユーティリティープレイヤーとして、今ポストシーズンではアンソニー・リゾ不在時にプロ14年目で未経験の一塁守備に就くなど、チームの穴を埋めていた。ただリーグ優勝決定戦・第4戦の9回表に勝ち越しの生還を狙い、本塁へヘッドスライディングをした際に負傷している。また彼は右打者であるため、先発起用は主に相手先発投手が左投手のときだったが、ドジャースには先発左腕がいない。
ドジャースはリーグ優勝決定戦のロースターから3枠を入れ替えた。外れたのは救援投手のエバン・フィリップスとエドガルド・エンリケス、外野手のケビン・キアマイアーで、加わったのは救援投手のブルスダー・グラテロルとアレックス・ベシア、内野手のミゲル・ロハスである。ロースター入りした3選手はいずれも故障からの復帰で、グラテロルは右肩の炎症によりレギュラーシーズン終盤の9月24日を最後に、ベシアとロハスはそれぞれ脇腹と太股を痛めて地区シリーズの途中で、戦列を離れていた。救援左腕がアンソニー・バンダだけという状態はベシアの復帰により解消され、しかも彼がレギュラーシーズンでは左打者を被打率.144・被OPS.549と封じていたことから、ヤンキースの左打者であるリゾやアレックス・ベルドゥーゴの起用法に影響を及ぼす可能性もある。今ポストシーズン、フィリップスは6.2イニング無失点と好投していたものの、リーグ優勝決定戦・第6戦で右肩の倦怠感により予定していたイニングまたぎができず、その後も倦怠感が抜けなかった。エンリケスは5.0イニングで防御率7.20、キアマイアーは2打数無安打だった。
この年のレギュラーシーズン、アメリカンリーグではヤンキースの外野手アーロン・ジャッジが58本塁打で、ナショナルリーグではドジャースの指名打者・大谷が54本塁打で、それぞれ最多本塁打のタイトルを獲得した。リーグ本塁打王を擁するチームどうしがシリーズで対戦するのは1956年以来68年ぶり6度目、本塁打50本超の選手を擁するチームどうしがシリーズで対戦するのは史上初めて。「敵味方に分かれて」だけでなく「同僚として」も含めても、本塁打50本超の選手が複数出場するシリーズは1961年以来63年ぶり2度目である。また今シリーズのロースターでは、ジャッジと大谷に加えてヤンキースの外野手ジャンカルロ・スタントン、ドジャースの外野手ムーキー・ベッツと内野手フリーマンがレギュラーシーズンMVPの受賞経験を持つ。MVP経験者が両チームで合わせて5人いるのはシリーズ史上最多である。
ヤンキースの内野手ジャズ・チザム・ジュニアはバハマ出身である。同国出身選手のシリーズ出場は、1970年代中盤のエド・アームブリスター以来およそ半世紀ぶり史上2人目。チザムは2020年のデビュー以来この年の途中までマイアミ・マーリンズに在籍していた。3月にポッドキャスト番組へ出演したチザムは、2020年から2022年までを「人生最悪の3年間」と表現し、当時のチームリーダー的存在だったロハスのことを、名指しこそ避けながらも暗に批判した。ロハスは2022年シーズン終了後にマーリンズからドジャースへトレードされており、今シリーズでもドジャースの一員としてロースター入りしている。今シリーズに際し、チザムは3月の発言について話すことを拒否し、ロハスは「自分が気にかけている人の意見でなければ、何を言われようがあまり気にしない」と述べた。

## 開幕前の予想
複数のメディアが今シリーズに際し、所属記者やアナリストにどちらがシリーズを制するか予想させる企画を実施したが、その結果は分かれている。MLB.comでは50人中ヤンキース勝利予想が23人、ドジャース勝利予想が27人で後者のほうが多かった。『スポーツ・イラストレイテッド』では5人中3人が、『USAトゥデイ』では5人中4人が、それぞれドジャースを支持した。その一方で『ジ・アスレチック』では記者数不明ながら全記者中の63%が、NBCスポーツ傘下のロトワールドでは9人中5人が、『ニューヨーク・ポスト』では7人中4人が、それぞれヤンキースを支持した。ESPNでは14人の予想が7人ずつ、CBSスポーツでは6人の予想が3人ずつ、『ガーディアン』米国版では4人の予想がふたりずつ、ヤンキースとドジャースで半々に分かれた。

## 試合結果
2024年のワールドシリーズは10月25日に開幕し、途中に移動日を挟んで6日間で5試合が行われた。日程・結果は以下の通り。
| 日付                                                    | 試合  | ビジター球団（先攻）     | スコア | ホーム球団（後攻）       | 開催球場             | 開催球場                                 |
| ------------------------------------------------------- | ----- | ------------------------ | ------ | ------------------------ | -------------------- | ---------------------------------------- |
| 10月25日（金）                                          | 第1戦 | ニューヨーク・ヤンキース | 3－6x  | ロサンゼルス・ドジャース | ドジャー・スタジアム | ヤンキー・スタジアムドジャー・スタジアム |
| 10月26日（土）                                          | 第2戦 | ニューヨーク・ヤンキース | 2－4   | ロサンゼルス・ドジャース | ドジャー・スタジアム | ヤンキー・スタジアムドジャー・スタジアム |
| 10月27日（日）                                          |       | 移動日                   | 移動日 | 移動日                   |                      | ヤンキー・スタジアムドジャー・スタジアム |
| 10月28日（月）                                          | 第3戦 | ロサンゼルス・ドジャース | 4－2   | ニューヨーク・ヤンキース | ヤンキー・スタジアム | ヤンキー・スタジアムドジャー・スタジアム |
| 10月29日（火）                                          | 第4戦 | ロサンゼルス・ドジャース | 4－11  | ニューヨーク・ヤンキース | ヤンキー・スタジアム | ヤンキー・スタジアムドジャー・スタジアム |
| 10月30日（水）                                          | 第5戦 | ロサンゼルス・ドジャース | 7－6   | ニューヨーク・ヤンキース | ヤンキー・スタジアム | ヤンキー・スタジアムドジャー・スタジアム |
| 優勝：ロサンゼルス・ドジャース（4勝1敗 / 4年ぶり8度目） |       |                          |        |                          |                      | ヤンキー・スタジアムドジャー・スタジアム |

### 第1戦 10月25日
- ドジャー・スタジアム（カリフォルニア州ロサンゼルス）

|                          | 1 | 2 | 3 | 4 | 5 | 6 | 7 | 8 | 9 | 10 | R | H  | E |
| ------------------------ | - | - | - | - | - | - | - | - | - | -- | - | -- | - |
| ニューヨーク・ヤンキース | 0 | 0 | 0 | 0 | 0 | 2 | 0 | 0 | 0 | 1  | 3 | 10 | 1 |
| ロサンゼルス・ドジャース | 0 | 0 | 0 | 0 | 1 | 0 | 0 | 1 | 0 | 4x | 6 | 7  | 1 |

1. 勝利：ブレイク・トレイネン（1勝）
2. 敗戦：ジェイク・カズンズ（1敗）
3. 本塁打
NYY：ジャンカルロ・スタントン1号2ラン
LAD：フレディ・フリーマン1号満塁
4. 審判
［球審］カルロス・トーレス
［塁審］一塁: マーク・カールソン、二塁: ダグ・エディングス、三塁: マーク・リッパージャー
［外審］左翼: チャド・フェアチャイルド、右翼: トッド・ティチェナー
5. 試合開始時刻: 太平洋夏時間（UTC-7）午後5時11分  試合時間: 3時間27分  観客: 5万2394人  気温: 76°F（24.4°C）
詳細: MLB.com Gameday / ESPN.com / Baseball-Reference.com / FanGraphs

| ニューヨーク・ヤンキース | ニューヨーク・ヤンキース | ニューヨーク・ヤンキース | ニューヨーク・ヤンキース | ニューヨーク・ヤンキース                                                                                    | ロサンゼルス・ドジャース | ロサンゼルス・ドジャース | ロサンゼルス・ドジャース | ロサンゼルス・ドジャース | ロサンゼルス・ドジャース                                                                                            |
| ------------------------ | ------------------------ | ------------------------ | ------------------------ | --- | ------------------------ | ------------------------ | ------------------------ | ------------------------ | --- |
| 打順                     | 守備                     | 選手                     | 打席                     | G・コールA・ウェルズA・リゾG・トーレスJ・チザムJr.A・ボルピーA・ベルドゥーゴA・ジャッジJ・ソトG・スタントン | 打順                     | 守備                     | 選手                     | 打席                     | J・フレアティW・スミスF・フリーマンG・ラックスM・マンシーT・エドマンT・ヘルナンデスE・ヘルナンデスM・ベッツ大谷翔平 |
| 1                        | 二                       | G・トーレス              | 右                       | G・コールA・ウェルズA・リゾG・トーレスJ・チザムJr.A・ボルピーA・ベルドゥーゴA・ジャッジJ・ソトG・スタントン | 1                        | DH                       | 大谷翔平                 | 左                       | J・フレアティW・スミスF・フリーマンG・ラックスM・マンシーT・エドマンT・ヘルナンデスE・ヘルナンデスM・ベッツ大谷翔平 |
| 2                        | 右                       | J・ソト                  | 左                       | G・コールA・ウェルズA・リゾG・トーレスJ・チザムJr.A・ボルピーA・ベルドゥーゴA・ジャッジJ・ソトG・スタントン | 2                        | 右                       | M・ベッツ                | 右                       | J・フレアティW・スミスF・フリーマンG・ラックスM・マンシーT・エドマンT・ヘルナンデスE・ヘルナンデスM・ベッツ大谷翔平 |
| 3                        | 中                       | A・ジャッジ              | 右                       | G・コールA・ウェルズA・リゾG・トーレスJ・チザムJr.A・ボルピーA・ベルドゥーゴA・ジャッジJ・ソトG・スタントン | 3                        | 一                       | F・フリーマン            | 左                       | J・フレアティW・スミスF・フリーマンG・ラックスM・マンシーT・エドマンT・ヘルナンデスE・ヘルナンデスM・ベッツ大谷翔平 |
| 4                        | DH                       | G・スタントン            | 右                       | G・コールA・ウェルズA・リゾG・トーレスJ・チザムJr.A・ボルピーA・ベルドゥーゴA・ジャッジJ・ソトG・スタントン | 4                        | 左                       | T・ヘルナンデス          | 右                       | J・フレアティW・スミスF・フリーマンG・ラックスM・マンシーT・エドマンT・ヘルナンデスE・ヘルナンデスM・ベッツ大谷翔平 |
| 5                        | 三                       | J・チザムJr.             | 左                       | G・コールA・ウェルズA・リゾG・トーレスJ・チザムJr.A・ボルピーA・ベルドゥーゴA・ジャッジJ・ソトG・スタントン | 5                        | 三                       | M・マンシー              | 左                       | J・フレアティW・スミスF・フリーマンG・ラックスM・マンシーT・エドマンT・ヘルナンデスE・ヘルナンデスM・ベッツ大谷翔平 |
| 6                        | 一                       | A・リゾ                  | 左                       | G・コールA・ウェルズA・リゾG・トーレスJ・チザムJr.A・ボルピーA・ベルドゥーゴA・ジャッジJ・ソトG・スタントン | 6                        | 中                       | E・ヘルナンデス          | 右                       | J・フレアティW・スミスF・フリーマンG・ラックスM・マンシーT・エドマンT・ヘルナンデスE・ヘルナンデスM・ベッツ大谷翔平 |
| 7                        | 遊                       | A・ボルピー              | 右                       | G・コールA・ウェルズA・リゾG・トーレスJ・チザムJr.A・ボルピーA・ベルドゥーゴA・ジャッジJ・ソトG・スタントン | 7                        | 捕                       | W・スミス                | 右                       | J・フレアティW・スミスF・フリーマンG・ラックスM・マンシーT・エドマンT・ヘルナンデスE・ヘルナンデスM・ベッツ大谷翔平 |
| 8                        | 捕                       | A・ウェルズ              | 左                       | G・コールA・ウェルズA・リゾG・トーレスJ・チザムJr.A・ボルピーA・ベルドゥーゴA・ジャッジJ・ソトG・スタントン | 8                        | 二                       | G・ラックス              | 左                       | J・フレアティW・スミスF・フリーマンG・ラックスM・マンシーT・エドマンT・ヘルナンデスE・ヘルナンデスM・ベッツ大谷翔平 |
| 9                        | 左                       | A・ベルドゥーゴ          | 左                       | G・コールA・ウェルズA・リゾG・トーレスJ・チザムJr.A・ボルピーA・ベルドゥーゴA・ジャッジJ・ソトG・スタントン | 9                        | 遊                       | T・エドマン              | 両                       | J・フレアティW・スミスF・フリーマンG・ラックスM・マンシーT・エドマンT・ヘルナンデスE・ヘルナンデスM・ベッツ大谷翔平 |
| 先発投手                 | 先発投手                 | 先発投手                 | 投球                     | G・コールA・ウェルズA・リゾG・トーレスJ・チザムJr.A・ボルピーA・ベルドゥーゴA・ジャッジJ・ソトG・スタントン | 先発投手                 | 先発投手                 | 先発投手                 | 投球                     | J・フレアティW・スミスF・フリーマンG・ラックスM・マンシーT・エドマンT・ヘルナンデスE・ヘルナンデスM・ベッツ大谷翔平 |
| G・コール                | G・コール                | G・コール                | 右                       | G・コールA・ウェルズA・リゾG・トーレスJ・チザムJr.A・ボルピーA・ベルドゥーゴA・ジャッジJ・ソトG・スタントン | J・フレアティ            | J・フレアティ            | J・フレアティ            | 右                       | J・フレアティW・スミスF・フリーマンG・ラックスM・マンシーT・エドマンT・ヘルナンデスE・ヘルナンデスM・ベッツ大谷翔平 |

### 第2戦 10月26日
- ドジャー・スタジアム（カリフォルニア州ロサンゼルス）

|                          | 1 | 2 | 3 | 4 | 5 | 6 | 7 | 8 | 9 | R | H | E |
| ------------------------ | - | - | - | - | - | - | - | - | - | - | - | - |
| ニューヨーク・ヤンキース | 0 | 0 | 1 | 0 | 0 | 0 | 0 | 0 | 1 | 2 | 4 | 0 |
| ロサンゼルス・ドジャース | 0 | 1 | 3 | 0 | 0 | 0 | 0 | 0 | X | 4 | 8 | 0 |

1. 勝利：山本由伸（1勝）
2. セーブ：アレックス・ベシア（1S）
3. 敗戦：カルロス・ロドン（1敗）
4. 本塁打
NYY：フアン・ソト1号ソロ
LAD：トミー・エドマン1号ソロ、テオスカー・ヘルナンデス1号2ラン、フレディ・フリーマン2号ソロ
5. 審判
［球審］アンディ・フレッチャー
［塁審］一塁: ダグ・エディングス、二塁: マーク・リッパージャー、三塁: チャド・フェアチャイルド
［外審］左翼: トッド・ティチェナー、右翼: カルロス・トーレス
6. 試合開始時刻: 太平洋夏時間（UTC-7）午後5時15分  試合時間: 2時間53分  観客: 5万2725人  気温: 77°F（25°C）
詳細: MLB.com Gameday / ESPN.com / Baseball-Reference.com / FanGraphs

| ニューヨーク・ヤンキース | ニューヨーク・ヤンキース | ニューヨーク・ヤンキース | ニューヨーク・ヤンキース | ニューヨーク・ヤンキース                                                                                    | ロサンゼルス・ドジャース | ロサンゼルス・ドジャース | ロサンゼルス・ドジャース | ロサンゼルス・ドジャース | ロサンゼルス・ドジャース                                                                                     |
| ------------------------ | ------------------------ | ------------------------ | ------------------------ | --- | ------------------------ | ------------------------ | ------------------------ | ------------------------ | --- |
| 打順                     | 守備                     | 選手                     | 打席                     | C・ロドンA・ウェルズA・リゾG・トーレスJ・チザムJr.A・ボルピーA・ベルドゥーゴA・ジャッジJ・ソトG・スタントン | 打順                     | 守備                     | 選手                     | 打席                     | 山本由伸W・スミスF・フリーマンE・ヘルナンデスM・マンシーM・ロハスT・ヘルナンデスT・エドマンM・ベッツ大谷翔平 |
| 1                        | 二                       | G・トーレス              | 右                       | C・ロドンA・ウェルズA・リゾG・トーレスJ・チザムJr.A・ボルピーA・ベルドゥーゴA・ジャッジJ・ソトG・スタントン | 1                        | DH                       | 大谷翔平                 | 左                       | 山本由伸W・スミスF・フリーマンE・ヘルナンデスM・マンシーM・ロハスT・ヘルナンデスT・エドマンM・ベッツ大谷翔平 |
| 2                        | 右                       | J・ソト                  | 左                       | C・ロドンA・ウェルズA・リゾG・トーレスJ・チザムJr.A・ボルピーA・ベルドゥーゴA・ジャッジJ・ソトG・スタントン | 2                        | 右                       | M・ベッツ                | 右                       | 山本由伸W・スミスF・フリーマンE・ヘルナンデスM・マンシーM・ロハスT・ヘルナンデスT・エドマンM・ベッツ大谷翔平 |
| 3                        | 中                       | A・ジャッジ              | 右                       | C・ロドンA・ウェルズA・リゾG・トーレスJ・チザムJr.A・ボルピーA・ベルドゥーゴA・ジャッジJ・ソトG・スタントン | 3                        | 左                       | T・ヘルナンデス          | 右                       | 山本由伸W・スミスF・フリーマンE・ヘルナンデスM・マンシーM・ロハスT・ヘルナンデスT・エドマンM・ベッツ大谷翔平 |
| 4                        | DH                       | G・スタントン            | 右                       | C・ロドンA・ウェルズA・リゾG・トーレスJ・チザムJr.A・ボルピーA・ベルドゥーゴA・ジャッジJ・ソトG・スタントン | 4                        | 一                       | F・フリーマン            | 左                       | 山本由伸W・スミスF・フリーマンE・ヘルナンデスM・マンシーM・ロハスT・ヘルナンデスT・エドマンM・ベッツ大谷翔平 |
| 5                        | 三                       | J・チザムJr.             | 左                       | C・ロドンA・ウェルズA・リゾG・トーレスJ・チザムJr.A・ボルピーA・ベルドゥーゴA・ジャッジJ・ソトG・スタントン | 5                        | 中                       | T・エドマン              | 両                       | 山本由伸W・スミスF・フリーマンE・ヘルナンデスM・マンシーM・ロハスT・ヘルナンデスT・エドマンM・ベッツ大谷翔平 |
| 6                        | 一                       | A・リゾ                  | 左                       | C・ロドンA・ウェルズA・リゾG・トーレスJ・チザムJr.A・ボルピーA・ベルドゥーゴA・ジャッジJ・ソトG・スタントン | 6                        | 二                       | E・ヘルナンデス          | 右                       | 山本由伸W・スミスF・フリーマンE・ヘルナンデスM・マンシーM・ロハスT・ヘルナンデスT・エドマンM・ベッツ大谷翔平 |
| 7                        | 遊                       | A・ボルピー              | 右                       | C・ロドンA・ウェルズA・リゾG・トーレスJ・チザムJr.A・ボルピーA・ベルドゥーゴA・ジャッジJ・ソトG・スタントン | 7                        | 三                       | M・マンシー              | 左                       | 山本由伸W・スミスF・フリーマンE・ヘルナンデスM・マンシーM・ロハスT・ヘルナンデスT・エドマンM・ベッツ大谷翔平 |
| 8                        | 捕                       | A・ウェルズ              | 左                       | C・ロドンA・ウェルズA・リゾG・トーレスJ・チザムJr.A・ボルピーA・ベルドゥーゴA・ジャッジJ・ソトG・スタントン | 8                        | 捕                       | W・スミス                | 右                       | 山本由伸W・スミスF・フリーマンE・ヘルナンデスM・マンシーM・ロハスT・ヘルナンデスT・エドマンM・ベッツ大谷翔平 |
| 9                        | 左                       | A・ベルドゥーゴ          | 左                       | C・ロドンA・ウェルズA・リゾG・トーレスJ・チザムJr.A・ボルピーA・ベルドゥーゴA・ジャッジJ・ソトG・スタントン | 9                        | 遊                       | M・ロハス                | 右                       | 山本由伸W・スミスF・フリーマンE・ヘルナンデスM・マンシーM・ロハスT・ヘルナンデスT・エドマンM・ベッツ大谷翔平 |
| 先発投手                 | 先発投手                 | 先発投手                 | 投球                     | C・ロドンA・ウェルズA・リゾG・トーレスJ・チザムJr.A・ボルピーA・ベルドゥーゴA・ジャッジJ・ソトG・スタントン | 先発投手                 | 先発投手                 | 先発投手                 | 投球                     | 山本由伸W・スミスF・フリーマンE・ヘルナンデスM・マンシーM・ロハスT・ヘルナンデスT・エドマンM・ベッツ大谷翔平 |
| C・ロドン                | C・ロドン                | C・ロドン                | 左                       | C・ロドンA・ウェルズA・リゾG・トーレスJ・チザムJr.A・ボルピーA・ベルドゥーゴA・ジャッジJ・ソトG・スタントン | 山本由伸                 | 山本由伸                 | 山本由伸                 | 右                       | 山本由伸W・スミスF・フリーマンE・ヘルナンデスM・マンシーM・ロハスT・ヘルナンデスT・エドマンM・ベッツ大谷翔平 |

### 第3戦 10月28日
- ヤンキー・スタジアム（ニューヨーク州ニューヨーク市ブロンクス区）

|                          | 1 | 2 | 3 | 4 | 5 | 6 | 7 | 8 | 9 | R | H | E |
| ------------------------ | - | - | - | - | - | - | - | - | - | - | - | - |
| ロサンゼルス・ドジャース | 2 | 0 | 1 | 0 | 0 | 1 | 0 | 0 | 0 | 4 | 5 | 0 |
| ニューヨーク・ヤンキース | 0 | 0 | 0 | 0 | 0 | 0 | 0 | 0 | 2 | 2 | 5 | 1 |

1. 勝利：ウォーカー・ビューラー（1勝）
2. 敗戦：クラーク・シュミット（1敗）
3. 本塁打
LAD：フレディ・フリーマン3号2ラン
NYY：アレックス・ベルドゥーゴ1号2ラン
4. 審判
［球審］マーク・カールソン
［塁審］一塁: マーク・リッパージャー、二塁: チャド・フェアチャイルド、三塁: トッド・ティチェナー
［外審］左翼: カルロス・トーレス、右翼: アンディ・フレッチャー
5. 試合開始時刻: 東部夏時間（UTC-4）午後8時17分  試合時間: 3時間25分  観客: 4万9368人  気温: 52°F（11.1°C）
詳細: MLB.com Gameday / ESPN.com / Baseball-Reference.com / FanGraphs

| ロサンゼルス・ドジャース | ロサンゼルス・ドジャース | ロサンゼルス・ドジャース | ロサンゼルス・ドジャース | ロサンゼルス・ドジャース                                                                                            | ニューヨーク・ヤンキース | ニューヨーク・ヤンキース | ニューヨーク・ヤンキース | ニューヨーク・ヤンキース | ニューヨーク・ヤンキース                                                                                          |
| ------------------------ | ------------------------ | ------------------------ | ------------------------ | --- | ------------------------ | ------------------------ | ------------------------ | ------------------------ | --- |
| 打順                     | 守備                     | 選手                     | 打席                     | W・ビューラーW・スミスF・フリーマンG・ラックスM・マンシーT・エドマンT・ヘルナンデスE・ヘルナンデスM・ベッツ大谷翔平 | 打順                     | 守備                     | 選手                     | 打席                     | C・シュミットJ・トレビーノA・リゾG・トーレスJ・チザムJr.A・ボルピーA・ベルドゥーゴA・ジャッジJ・ソトG・スタントン |
| 1                        | DH                       | 大谷翔平                 | 左                       | W・ビューラーW・スミスF・フリーマンG・ラックスM・マンシーT・エドマンT・ヘルナンデスE・ヘルナンデスM・ベッツ大谷翔平 | 1                        | 二                       | G・トーレス              | 右                       | C・シュミットJ・トレビーノA・リゾG・トーレスJ・チザムJr.A・ボルピーA・ベルドゥーゴA・ジャッジJ・ソトG・スタントン |
| 2                        | 右                       | M・ベッツ                | 右                       | W・ビューラーW・スミスF・フリーマンG・ラックスM・マンシーT・エドマンT・ヘルナンデスE・ヘルナンデスM・ベッツ大谷翔平 | 2                        | 右                       | J・ソト                  | 左                       | C・シュミットJ・トレビーノA・リゾG・トーレスJ・チザムJr.A・ボルピーA・ベルドゥーゴA・ジャッジJ・ソトG・スタントン |
| 3                        | 一                       | F・フリーマン            | 左                       | W・ビューラーW・スミスF・フリーマンG・ラックスM・マンシーT・エドマンT・ヘルナンデスE・ヘルナンデスM・ベッツ大谷翔平 | 3                        | 中                       | A・ジャッジ              | 右                       | C・シュミットJ・トレビーノA・リゾG・トーレスJ・チザムJr.A・ボルピーA・ベルドゥーゴA・ジャッジJ・ソトG・スタントン |
| 4                        | 左                       | T・ヘルナンデス          | 右                       | W・ビューラーW・スミスF・フリーマンG・ラックスM・マンシーT・エドマンT・ヘルナンデスE・ヘルナンデスM・ベッツ大谷翔平 | 4                        | DH                       | G・スタントン            | 右                       | C・シュミットJ・トレビーノA・リゾG・トーレスJ・チザムJr.A・ボルピーA・ベルドゥーゴA・ジャッジJ・ソトG・スタントン |
| 5                        | 三                       | M・マンシー              | 左                       | W・ビューラーW・スミスF・フリーマンG・ラックスM・マンシーT・エドマンT・ヘルナンデスE・ヘルナンデスM・ベッツ大谷翔平 | 5                        | 三                       | J・チザムJr.             | 左                       | C・シュミットJ・トレビーノA・リゾG・トーレスJ・チザムJr.A・ボルピーA・ベルドゥーゴA・ジャッジJ・ソトG・スタントン |
| 6                        | 捕                       | W・スミス                | 右                       | W・ビューラーW・スミスF・フリーマンG・ラックスM・マンシーT・エドマンT・ヘルナンデスE・ヘルナンデスM・ベッツ大谷翔平 | 6                        | 遊                       | A・ボルピー              | 右                       | C・シュミットJ・トレビーノA・リゾG・トーレスJ・チザムJr.A・ボルピーA・ベルドゥーゴA・ジャッジJ・ソトG・スタントン |
| 7                        | 二                       | G・ラックス              | 左                       | W・ビューラーW・スミスF・フリーマンG・ラックスM・マンシーT・エドマンT・ヘルナンデスE・ヘルナンデスM・ベッツ大谷翔平 | 7                        | 一                       | A・リゾ                  | 左                       | C・シュミットJ・トレビーノA・リゾG・トーレスJ・チザムJr.A・ボルピーA・ベルドゥーゴA・ジャッジJ・ソトG・スタントン |
| 8                        | 中                       | E・ヘルナンデス          | 右                       | W・ビューラーW・スミスF・フリーマンG・ラックスM・マンシーT・エドマンT・ヘルナンデスE・ヘルナンデスM・ベッツ大谷翔平 | 8                        | 捕                       | J・トレビーノ            | 右                       | C・シュミットJ・トレビーノA・リゾG・トーレスJ・チザムJr.A・ボルピーA・ベルドゥーゴA・ジャッジJ・ソトG・スタントン |
| 9                        | 遊                       | T・エドマン              | 両                       | W・ビューラーW・スミスF・フリーマンG・ラックスM・マンシーT・エドマンT・ヘルナンデスE・ヘルナンデスM・ベッツ大谷翔平 | 9                        | 左                       | A・ベルドゥーゴ          | 左                       | C・シュミットJ・トレビーノA・リゾG・トーレスJ・チザムJr.A・ボルピーA・ベルドゥーゴA・ジャッジJ・ソトG・スタントン |
| 先発投手                 | 先発投手                 | 先発投手                 | 投球                     | W・ビューラーW・スミスF・フリーマンG・ラックスM・マンシーT・エドマンT・ヘルナンデスE・ヘルナンデスM・ベッツ大谷翔平 | 先発投手                 | 先発投手                 | 先発投手                 | 投球                     | C・シュミットJ・トレビーノA・リゾG・トーレスJ・チザムJr.A・ボルピーA・ベルドゥーゴA・ジャッジJ・ソトG・スタントン |
| W・ビューラー            | W・ビューラー            | W・ビューラー            | 右                       | W・ビューラーW・スミスF・フリーマンG・ラックスM・マンシーT・エドマンT・ヘルナンデスE・ヘルナンデスM・ベッツ大谷翔平 | C・シュミット            | C・シュミット            | C・シュミット            | 右                       | C・シュミットJ・トレビーノA・リゾG・トーレスJ・チザムJr.A・ボルピーA・ベルドゥーゴA・ジャッジJ・ソトG・スタントン |

### 第4戦 10月29日
- ヤンキー・スタジアム（ニューヨーク州ニューヨーク市ブロンクス区）

|                          | 1 | 2 | 3 | 4 | 5 | 6 | 7 | 8 | 9 | R  | H | E |
| ------------------------ | - | - | - | - | - | - | - | - | - | -- | - | - |
| ロサンゼルス・ドジャース | 2 | 0 | 0 | 0 | 2 | 0 | 0 | 0 | 0 | 4  | 6 | 1 |
| ニューヨーク・ヤンキース | 0 | 1 | 4 | 0 | 0 | 1 | 0 | 5 | X | 11 | 9 | 0 |

1. 勝利：クレイ・ホームズ（1勝）
2. 敗戦：ダニエル・ハドソン（1敗）
3. 本塁打
LAD：フレディ・フリーマン4号2ラン、ウィル・スミス1号ソロ
NYY：アンソニー・ボルピー1号満塁、オースティン・ウェルズ1号ソロ、グレイバー・トーレス1号3ラン
4. 審判
［球審］ダグ・エディングス
［塁審］一塁: チャド・フェアチャイルド、二塁: トッド・ティチェナー、三塁: カルロス・トーレス
［外審］左翼: アンディ・フレッチャー、右翼: マーク・カールソン
5. 試合開始時刻: 東部夏時間（UTC-4）午後8時8分  試合時間: 3時間16分  観客: 4万9354人  気温: 61°F（16.1°C）
詳細: MLB.com Gameday / ESPN.com / Baseball-Reference.com / FanGraphs

| ロサンゼルス・ドジャース | ロサンゼルス・ドジャース | ロサンゼルス・ドジャース | ロサンゼルス・ドジャース | ロサンゼルス・ドジャース                                                                                              | ニューヨーク・ヤンキース | ニューヨーク・ヤンキース | ニューヨーク・ヤンキース | ニューヨーク・ヤンキース | ニューヨーク・ヤンキース                                                                                    |
| ------------------------ | ------------------------ | ------------------------ | ------------------------ | --- | ------------------------ | ------------------------ | ------------------------ | ------------------------ | --- |
| 打順                     | 守備                     | 選手                     | 打席                     | B・カスパリウスW・スミスF・フリーマンG・ラックスM・マンシーT・エドマンT・ヘルナンデスE・ヘルナンデスM・ベッツ大谷翔平 | 打順                     | 守備                     | 選手                     | 打席                     | L・ヒールA・ウェルズA・リゾG・トーレスJ・チザムJr.A・ボルピーA・ベルドゥーゴA・ジャッジJ・ソトG・スタントン |
| 1                        | DH                       | 大谷翔平                 | 左                       | B・カスパリウスW・スミスF・フリーマンG・ラックスM・マンシーT・エドマンT・ヘルナンデスE・ヘルナンデスM・ベッツ大谷翔平 | 1                        | 二                       | G・トーレス              | 右                       | L・ヒールA・ウェルズA・リゾG・トーレスJ・チザムJr.A・ボルピーA・ベルドゥーゴA・ジャッジJ・ソトG・スタントン |
| 2                        | 右                       | M・ベッツ                | 右                       | B・カスパリウスW・スミスF・フリーマンG・ラックスM・マンシーT・エドマンT・ヘルナンデスE・ヘルナンデスM・ベッツ大谷翔平 | 2                        | 右                       | J・ソト                  | 左                       | L・ヒールA・ウェルズA・リゾG・トーレスJ・チザムJr.A・ボルピーA・ベルドゥーゴA・ジャッジJ・ソトG・スタントン |
| 3                        | 一                       | F・フリーマン            | 左                       | B・カスパリウスW・スミスF・フリーマンG・ラックスM・マンシーT・エドマンT・ヘルナンデスE・ヘルナンデスM・ベッツ大谷翔平 | 3                        | 中                       | A・ジャッジ              | 右                       | L・ヒールA・ウェルズA・リゾG・トーレスJ・チザムJr.A・ボルピーA・ベルドゥーゴA・ジャッジJ・ソトG・スタントン |
| 4                        | 左                       | T・ヘルナンデス          | 右                       | B・カスパリウスW・スミスF・フリーマンG・ラックスM・マンシーT・エドマンT・ヘルナンデスE・ヘルナンデスM・ベッツ大谷翔平 | 4                        | 三                       | J・チザムJr.             | 左                       | L・ヒールA・ウェルズA・リゾG・トーレスJ・チザムJr.A・ボルピーA・ベルドゥーゴA・ジャッジJ・ソトG・スタントン |
| 5                        | 三                       | M・マンシー              | 左                       | B・カスパリウスW・スミスF・フリーマンG・ラックスM・マンシーT・エドマンT・ヘルナンデスE・ヘルナンデスM・ベッツ大谷翔平 | 5                        | DH                       | G・スタントン            | 右                       | L・ヒールA・ウェルズA・リゾG・トーレスJ・チザムJr.A・ボルピーA・ベルドゥーゴA・ジャッジJ・ソトG・スタントン |
| 6                        | 中                       | E・ヘルナンデス          | 右                       | B・カスパリウスW・スミスF・フリーマンG・ラックスM・マンシーT・エドマンT・ヘルナンデスE・ヘルナンデスM・ベッツ大谷翔平 | 6                        | 一                       | A・リゾ                  | 左                       | L・ヒールA・ウェルズA・リゾG・トーレスJ・チザムJr.A・ボルピーA・ベルドゥーゴA・ジャッジJ・ソトG・スタントン |
| 7                        | 二                       | G・ラックス              | 左                       | B・カスパリウスW・スミスF・フリーマンG・ラックスM・マンシーT・エドマンT・ヘルナンデスE・ヘルナンデスM・ベッツ大谷翔平 | 7                        | 遊                       | A・ボルピー              | 右                       | L・ヒールA・ウェルズA・リゾG・トーレスJ・チザムJr.A・ボルピーA・ベルドゥーゴA・ジャッジJ・ソトG・スタントン |
| 8                        | 捕                       | W・スミス                | 右                       | B・カスパリウスW・スミスF・フリーマンG・ラックスM・マンシーT・エドマンT・ヘルナンデスE・ヘルナンデスM・ベッツ大谷翔平 | 8                        | 捕                       | A・ウェルズ              | 左                       | L・ヒールA・ウェルズA・リゾG・トーレスJ・チザムJr.A・ボルピーA・ベルドゥーゴA・ジャッジJ・ソトG・スタントン |
| 9                        | 遊                       | T・エドマン              | 両                       | B・カスパリウスW・スミスF・フリーマンG・ラックスM・マンシーT・エドマンT・ヘルナンデスE・ヘルナンデスM・ベッツ大谷翔平 | 9                        | 左                       | A・ベルドゥーゴ          | 左                       | L・ヒールA・ウェルズA・リゾG・トーレスJ・チザムJr.A・ボルピーA・ベルドゥーゴA・ジャッジJ・ソトG・スタントン |
| 先発投手                 | 先発投手                 | 先発投手                 | 投球                     | B・カスパリウスW・スミスF・フリーマンG・ラックスM・マンシーT・エドマンT・ヘルナンデスE・ヘルナンデスM・ベッツ大谷翔平 | 先発投手                 | 先発投手                 | 先発投手                 | 投球                     | L・ヒールA・ウェルズA・リゾG・トーレスJ・チザムJr.A・ボルピーA・ベルドゥーゴA・ジャッジJ・ソトG・スタントン |
| B・カスパリウス          | B・カスパリウス          | B・カスパリウス          | 右                       | B・カスパリウスW・スミスF・フリーマンG・ラックスM・マンシーT・エドマンT・ヘルナンデスE・ヘルナンデスM・ベッツ大谷翔平 | L・ヒール                | L・ヒール                | L・ヒール                | 右                       | L・ヒールA・ウェルズA・リゾG・トーレスJ・チザムJr.A・ボルピーA・ベルドゥーゴA・ジャッジJ・ソトG・スタントン |

第4戦の1回裏、ヤンキースの打者グレイバー・トーレスの右翼へのファウルフライをドジャースのムーキー・ベッツがフェンス際で捕球した際、一塁側観客席にいた2人のヤンキースファンがベッツの守備を妨害し、一旦はグラブに収まったボールを掴み出した。この2人の観客は退場させられ、後日にMLBの全球場・全イベントに対する無期限の入場禁止処分を受けた。

### 第5戦 10月30日
- ヤンキー・スタジアム（ニューヨーク州ニューヨーク市ブロンクス区）

|                          | 1 | 2 | 3 | 4 | 5 | 6 | 7 | 8 | 9 | R | H | E |
| ------------------------ | - | - | - | - | - | - | - | - | - | - | - | - |
| ロサンゼルス・ドジャース | 0 | 0 | 0 | 0 | 5 | 0 | 0 | 2 | 0 | 7 | 7 | 0 |
| ニューヨーク・ヤンキース | 3 | 1 | 1 | 0 | 0 | 1 | 0 | 0 | 0 | 6 | 8 | 3 |

1. 勝利：ブレイク・トレイネン（2勝）
2. セーブ：ウォーカー・ビューラー（1勝1S）
3. 敗戦：トミー・ケインリー（1敗）
4. 本塁打
NYY：アーロン・ジャッジ1号2ラン、ジャズ・チザム・ジュニア1号ソロ、ジャンカルロ・スタントン2号ソロ
5. 審判
［球審］マーク・リッパージャー
［塁審］一塁: トッド・ティチェナー、二塁: カルロス・トーレス、三塁: アンディ・フレッチャー
［外審］左翼: マーク・カールソン、右翼: ダグ・エディングス
6. 試合開始時刻: 東部夏時間（UTC-4）午後8時9分  試合時間: 3時間42分  観客: 4万9263人  気温: 67°F（19.4°C）
詳細: MLB.com Gameday / ESPN.com / Baseball-Reference.com / FanGraphs

| ロサンゼルス・ドジャース | ロサンゼルス・ドジャース | ロサンゼルス・ドジャース | ロサンゼルス・ドジャース | ロサンゼルス・ドジャース                                                                                            | ニューヨーク・ヤンキース | ニューヨーク・ヤンキース | ニューヨーク・ヤンキース | ニューヨーク・ヤンキース | ニューヨーク・ヤンキース                                                                                    |
| ------------------------ | ------------------------ | ------------------------ | ------------------------ | --- | ------------------------ | ------------------------ | ------------------------ | ------------------------ | --- |
| 打順                     | 守備                     | 選手                     | 打席                     | J・フレアティW・スミスF・フリーマンG・ラックスM・マンシーT・エドマンT・ヘルナンデスE・ヘルナンデスM・ベッツ大谷翔平 | 打順                     | 守備                     | 選手                     | 打席                     | G・コールA・ウェルズA・リゾG・トーレスJ・チザムJr.A・ボルピーA・ベルドゥーゴA・ジャッジJ・ソトG・スタントン |
| 1                        | DH                       | 大谷翔平                 | 左                       | J・フレアティW・スミスF・フリーマンG・ラックスM・マンシーT・エドマンT・ヘルナンデスE・ヘルナンデスM・ベッツ大谷翔平 | 1                        | 二                       | G・トーレス              | 右                       | G・コールA・ウェルズA・リゾG・トーレスJ・チザムJr.A・ボルピーA・ベルドゥーゴA・ジャッジJ・ソトG・スタントン |
| 2                        | 右                       | M・ベッツ                | 右                       | J・フレアティW・スミスF・フリーマンG・ラックスM・マンシーT・エドマンT・ヘルナンデスE・ヘルナンデスM・ベッツ大谷翔平 | 2                        | 右                       | J・ソト                  | 左                       | G・コールA・ウェルズA・リゾG・トーレスJ・チザムJr.A・ボルピーA・ベルドゥーゴA・ジャッジJ・ソトG・スタントン |
| 3                        | 一                       | F・フリーマン            | 左                       | J・フレアティW・スミスF・フリーマンG・ラックスM・マンシーT・エドマンT・ヘルナンデスE・ヘルナンデスM・ベッツ大谷翔平 | 3                        | 中                       | A・ジャッジ              | 右                       | G・コールA・ウェルズA・リゾG・トーレスJ・チザムJr.A・ボルピーA・ベルドゥーゴA・ジャッジJ・ソトG・スタントン |
| 4                        | 左                       | T・ヘルナンデス          | 右                       | J・フレアティW・スミスF・フリーマンG・ラックスM・マンシーT・エドマンT・ヘルナンデスE・ヘルナンデスM・ベッツ大谷翔平 | 4                        | 三                       | J・チザムJr.             | 左                       | G・コールA・ウェルズA・リゾG・トーレスJ・チザムJr.A・ボルピーA・ベルドゥーゴA・ジャッジJ・ソトG・スタントン |
| 5                        | 三                       | M・マンシー              | 左                       | J・フレアティW・スミスF・フリーマンG・ラックスM・マンシーT・エドマンT・ヘルナンデスE・ヘルナンデスM・ベッツ大谷翔平 | 5                        | DH                       | G・スタントン            | 右                       | G・コールA・ウェルズA・リゾG・トーレスJ・チザムJr.A・ボルピーA・ベルドゥーゴA・ジャッジJ・ソトG・スタントン |
| 6                        | 中                       | E・ヘルナンデス          | 右                       | J・フレアティW・スミスF・フリーマンG・ラックスM・マンシーT・エドマンT・ヘルナンデスE・ヘルナンデスM・ベッツ大谷翔平 | 6                        | 一                       | A・リゾ                  | 左                       | G・コールA・ウェルズA・リゾG・トーレスJ・チザムJr.A・ボルピーA・ベルドゥーゴA・ジャッジJ・ソトG・スタントン |
| 7                        | 遊                       | T・エドマン              | 両                       | J・フレアティW・スミスF・フリーマンG・ラックスM・マンシーT・エドマンT・ヘルナンデスE・ヘルナンデスM・ベッツ大谷翔平 | 7                        | 遊                       | A・ボルピー              | 右                       | G・コールA・ウェルズA・リゾG・トーレスJ・チザムJr.A・ボルピーA・ベルドゥーゴA・ジャッジJ・ソトG・スタントン |
| 8                        | 捕                       | W・スミス                | 右                       | J・フレアティW・スミスF・フリーマンG・ラックスM・マンシーT・エドマンT・ヘルナンデスE・ヘルナンデスM・ベッツ大谷翔平 | 8                        | 捕                       | A・ウェルズ              | 左                       | G・コールA・ウェルズA・リゾG・トーレスJ・チザムJr.A・ボルピーA・ベルドゥーゴA・ジャッジJ・ソトG・スタントン |
| 9                        | 二                       | G・ラックス              | 左                       | J・フレアティW・スミスF・フリーマンG・ラックスM・マンシーT・エドマンT・ヘルナンデスE・ヘルナンデスM・ベッツ大谷翔平 | 9                        | 左                       | A・ベルドゥーゴ          | 左                       | G・コールA・ウェルズA・リゾG・トーレスJ・チザムJr.A・ボルピーA・ベルドゥーゴA・ジャッジJ・ソトG・スタントン |
| 先発投手                 | 先発投手                 | 先発投手                 | 投球                     | J・フレアティW・スミスF・フリーマンG・ラックスM・マンシーT・エドマンT・ヘルナンデスE・ヘルナンデスM・ベッツ大谷翔平 | 先発投手                 | 先発投手                 | 先発投手                 | 投球                     | G・コールA・ウェルズA・リゾG・トーレスJ・チザムJr.A・ボルピーA・ベルドゥーゴA・ジャッジJ・ソトG・スタントン |
| J・フレアティ            | J・フレアティ            | J・フレアティ            | 右                       | J・フレアティW・スミスF・フリーマンG・ラックスM・マンシーT・エドマンT・ヘルナンデスE・ヘルナンデスM・ベッツ大谷翔平 | G・コール                | G・コール                | G・コール                | 右                       | G・コールA・ウェルズA・リゾG・トーレスJ・チザムJr.A・ボルピーA・ベルドゥーゴA・ジャッジJ・ソトG・スタントン |

## セレモニー
試合前のアメリカ合衆国国歌『星条旗』独唱と始球式、およびセブンス・イニング・ストレッチにおける『ゴッド・ブレス・アメリカ』独唱を行った人物は、それぞれ以下の通り。
| 試合  | 国歌独唱             | 始球式                                                                                    | 始球式                                                                                    | 『ゴッド・ブレス・アメリカ』独唱 |
| 試合  | 国歌独唱             | 投手役                                                                                    | 捕手役                                                                                    | 『ゴッド・ブレス・アメリカ』独唱 |
| ----- | -------------------- | ----------------------------------------------------------------------------------------- | ----------------------------------------------------------------------------------------- | -------------------------------- |
| 第1戦 | ブラッド・ペイズリー | スティーブ・イェーガー、オーレル・ハーシュハイザー （投球はせず。ボールをマウンドに置く） | スティーブ・イェーガー、オーレル・ハーシュハイザー （投球はせず。ボールをマウンドに置く） |                                  |
| 第2戦 | パール・ピーターソン | アンドレ・イーシアー、 マット・ケンプ                                                     | オースティン・バーンズ、 クレイトン・カーショウ                                           |                                  |
| 第3戦 | レスリー・オドム・Jr | デレク・ジーター                                                                          | オズワルド・カブレラ                                                                      | アーロン・トヴェイト             |
| 第4戦 | アシャンティ         | ポール・オニール                                                                          | A.J.バーネット                                                                            | ショシャナ・ビーン               |
| 第5戦 | ベイビーフェイス     | 松井秀喜                                                                                  | ホセ・トレビーノ                                                                          | ケリー・オハラ                   |

## テレビ中継

### アメリカ合衆国
アメリカ合衆国におけるテレビ中継はFOXが放送した。実況はジョー・デービスが、解説はジョン・スモルツが、フィールドリポートはケン・ローゼンタールとトム・バードゥッチが、それぞれ務めた。試合前にはケビン・バークハート進行のコーナーがあり、デレク・ジーターやデビッド・オルティーズ、アレックス・ロドリゲスが出演して試合の見所などを語った。FOXがスポンサー企業に販売したCM放送枠の価格は、30秒あたり46万5000ドルから52万ドルと推定されている。
全5試合の平均視聴率は不明ながら、平均視聴者数は1520万人で前年比67%増を記録した。シリーズを通しての、全米および出場両チームの本拠地都市圏における視聴率等は以下の通り。
| 試合  | 日付           | 放送時間               | 全米   | 全米   | 全米     | カリフォルニア州 ロサンゼルス | カリフォルニア州 ロサンゼルス | ニューヨーク州など ニューヨーク | ニューヨーク州など ニューヨーク |
| 試合  | 日付           | 放送時間               | 視聴率 | 占拠率 | 視聴者数 | 視聴率                        | 占拠率                        | 視聴率                          | 占拠率                          |
| ----- | -------------- | ---------------------- | ------ | ------ | -------- | ----------------------------- | ----------------------------- | ------------------------------- | ------------------------------- |
| 第1戦 | 10月25日（金） | 午後08時05分〜11時00分 | 6.6%   | 21%    | 1416万人 | 19.1%                         | 58%                           | 13.2%                           | 37%                             |
| 第2戦 | 10月26日（土） | 午後08時06分〜11時00分 | 6.2%   | 20%    | 1371万人 | 17.3%                         | 55%                           | 10.3%                           | 32%                             |
| 第3戦 | 10月28日（月） | 午後08時10分〜11時00分 | 6.6%   | 19%    | 1321万人 | 20.0%                         | 52%                           | 11.6%                           | 29%                             |
| 第4戦 | 10月29日（火） | 午後08時03分〜11時00分 | 8.2%   | 24%    | 1628万人 | 19.7%                         | 54%                           | 12.8%                           | 33%                             |
| 第5戦 | 10月30日（水） | 午後08時04分〜11時00分 | 9.0%   | 28%    | 1815万人 | 21.1%                         | 55%                           | 14.8%                           | 39%                             |
| 平均  | 平均           | 平均                   | 不明   | 不明   | 1520万人 | 18.9%                         | 53%                           | 12.2%                           | 33%                             |

| 今シリーズ | 今シリーズ | 今シリーズ | 前年からの変動 | 前年からの変動  | 前年からの変動 | 前年からの変動 | 裏番組の最高視聴率                                | 裏番組の最高視聴率                                | 裏番組の最高視聴率                                | 裏番組の最高視聴率                                |
| 試合       | 視聴率     | 視聴者数   | 前年視聴率     |                 | 前年視聴者数   |                | 番組                                              | 放送局                                            | 放送時間                                          | 視聴率                                            |
| 試合       | 視聴率     | 視聴者数   | 前年視聴率     | 変動            | 前年視聴者数   | 変動           | 番組                                              | 放送局                                            | 放送時間                                          | 視聴率                                            |
| ---------- | ---------- | ---------- | -------------- | --------------- | -------------- | -------------- | ------------------------------------------------- | ------------------------------------------------- | ------------------------------------------------- | ------------------------------------------------- |
| 第1戦      | 6.6%       | 1416万人   | 4.6%           | 2.0ポイント上昇 | 917万人        | 499万人増加    | 『ブルーブラッド 〜NYPD家族の絆〜』               | CBS                                               | 午後10時00分〜11時00分                            | 2.8%                                              |
| 第2戦      | 6.2%       | 1371万人   | 4.0%           | 2.2ポイント上昇 | 815万人        | 556万人増加    | Saturday Night Football                           | ABC                                               | 午後08時00分〜11時00分                            | 2.7%                                              |
| 第3戦      | 6.6%       | 1321万人   | 4.2%           | 2.4ポイント上昇 | 813万人        | 508万人増加    | 『マンデーナイトフットボール』                    | ABC                                               | 午後08時12分〜11時00分                            | 4.0%                                              |
| 第4戦      | 8.2%       | 1628万人   | 4.5%           | 3.7ポイント上昇 | 848万人        | 780万人増加    | 『FBI: 特別捜査班』                               | CBS                                               | 午後08時00分〜09時00分                            | 3.4%                                              |
| 第5戦      | 9.0%       | 1815万人   | 6.0%           | 3.0ポイント上昇 | 1148万人       | 667万人増加    | 『サバイバー』                                    | CBS                                               | 午後08時00分〜09時30分                            | 2.4%                                              |
| 平均       | 不明       | 1520万人   | 4.7%           | 不明            | 911万人        | 609万人増加    | ［註］放送時間は東部夏時間。太平洋夏時間は－3時間 | ［註］放送時間は東部夏時間。太平洋夏時間は－3時間 | ［註］放送時間は東部夏時間。太平洋夏時間は－3時間 | ［註］放送時間は東部夏時間。太平洋夏時間は－3時間 |

今シリーズの顔合わせは、視聴者数を伸ばすうえでの好材料を持ち合わせていた。例えば、スター選手の多さである。今シリーズ出場選手のうち5人がレギュラーシーズンMVPの受賞経験者であり、5人が2024年レプリカユニフォーム選手別売上の上位20人に入っている。そのなかでも特に、ドジャースの大谷翔平とヤンキースのアーロン・ジャッジにとっては今回がワールドシリーズ初出場であることも、バードゥッチが指摘するように注目点として挙げられる。また、両球団がいずれも大都市を本拠地とする人気球団であることも、視聴者数を増やす要因となる。アメリカ合衆国の都市圏人口トップ2は、1位がヤンキースのニューヨーク都市圏、2位がドジャースのロサンゼルス大都市圏である。テレビ視聴世帯数は合計で1333万世帯と、この両都市圏だけで全米の10.6%を占める。このような理由から、今シリーズの顔合わせがヤンキース対ドジャースに決まると、関係者は高視聴率への期待を口にした。FOXのインサイト分析担当部門代表マイク・マルビヒルは「数字はここ5年で一番高くなるだろう。もしかしたら8年ぶりのいい数字が出るかもしれない」との見通しを示した。広告業界では、2004年や2016年に似た10年に一度レベルの盛り上がりを感じる、との声もあった。
今シリーズの視聴者数は、MLB機構コミッショナーのロブ・マンフレッドが第1戦について「実にいい数字が出た」と述べる好調な滑り出しとなり、その後も高視聴率が続いた。第3戦では、裏番組としてESPNによるアメリカンフットボール・NFL中継番組『マンデーナイトフットボール』（MNF）をABCがサイマル放送した。シリーズ中継とMNFが同時間帯にネットワーク放送でぶつかるのは2年連続4度目である。前年の平均視聴者数はFOXのシリーズ中継が813万人だったのに対し、MNFはABCだけでそれを超える836万人、ESPNとの2局合計では1520万人を記録していた。それから1年後の今回は、FOXのシリーズ中継が1321万人だったのに対し、MNFはABCが705万人、ESPNが561万人にとどまった。MNFはESPN2『マニングキャスト』の68万2000人を足せばFOXのシリーズ中継より多くなるが、さらにそれぞれのスペイン語チャンネルによる中継も足せばシリーズ中継がMNFを上回るなど、両者の視聴者獲得競争はほぼ互角の結果となった。翌日の第4戦以降は、シリーズに決着の可能性がある一方で裏番組にアメリカンフットボール中継もなかったため視聴者数は増加し、2試合とも2019年シリーズ最終第7戦以来の多さとなった。特に第5戦の視聴者数は同時間帯の他ネットワークを圧倒しており、ABC・CBS・NBC・The CWの4局を合計した数字の2倍以上にのぼった。
全5試合の平均視聴者数は前年の1.6倍超となったのみならず、2017年シリーズが7試合平均で1890万人を記録して以来7年ぶりの多さに達した。全試合平均ではなく第1戦から5試合の平均で見ても、やはり2017年の1642万人以来となる好成績だった。2017年の例からもわかる通り、ワールドシリーズのような7戦4勝制シリーズの中継では、最終第7戦へ近づけば近づくほど視聴者数が伸びる傾向がある。今シリーズは5試合で決着した短いシリーズだったにもかかわらず、視聴者数は2010年以降では2016年・2017年・2011年――この3シリーズとも最終第7戦までもつれた――に次いで4番目に多く、第6戦以降へ続いた2013年・2014年・2019年・2020年・2021年・2022年の6シリーズを上回ったことになる。マルビヒルによれば、今シリーズの顔合わせがヤンキース対ドジャースとなったことを受けてFOXは視聴者数の見通しを上方修正していたが、結果はそれをも超える数字になったという。
今シリーズは18歳〜34歳の視聴者数が前年比101%増となるなど、若年層の視聴者数を大いに伸ばした。ただ野球中継は視聴者の年齢層が高めとされ、CMはGoogleやゼネラルモーターズら大企業のものとともに、乾癬治療薬のビンゼレックス（ビメキズマブ）やスキリージ（リサンキズマブ）、RSウイルス感染症予防ワクチンのアレックスビーに糖尿病治療薬のフォシーガ（ダパグリフロジン）など、各種医薬品のものが多く流された。また、今シリーズはアメリカ合衆国大統領選挙や連邦議会下院選挙をはじめとする各種選挙の投開票を11月5日に控える時期に開催されたため、政治にまつわるCMもあった。二大政党の民主・共和両党を含む各陣営がCMを提供したが、そのうち憲法党の大統領候補者ランドール・テリーは人工妊娠中絶に反対する "プロライフ" の立場から、中絶胎児の遺体をあからさまに映したCMを出稿して物議を醸した。そのため一部地域のFOX系列局ではCM開始前に、視聴者の気分を害しかねない描写がそのCMに含まれていることと、一定の条件を満たした公職候補者のCMは修正なしでの放映が連邦法によって義務付けられていることを告知するなどの対策を取った。大統領当選の現実的な可能性を有する2候補、与党・民主党のカマラ・ハリスと野党・共和党のドナルド・トランプそれぞれの陣営もCM枠を購入したが、その規模はNFL中継に比べると控えめとされる。
シリーズ中継のCM放送価格は第6戦以降に高騰する傾向があり、また直近10年平均でシリーズが決着までに6.1試合を要していたことを考えると、早期決着はFOXに数千万ドル規模の機会損失をもたらすとの見方もできる。ただ、例年であればシリーズが第5戦を越えて続くか否かがFOXにとっての損益分岐点となるところ、今シリーズは第4戦終了時点でその分岐点に達するほど売上が好調で、FOXコーポレーションの最高経営責任者兼会長ラクラン・マードックは今回の中継でFOXが得た収益を「記録的」と表現している。

### 日本
日本での生中継の放送は、地上波放送ではフジテレビジョン系列が、衛星放送では日本放送協会（NHK）のチャンネル "NHK BS" が、それぞれ実施した。同国におけるMLBの地上波中継は、オールスターゲームおよびワールドシリーズが一対となっていて、NHKと民間放送は1年ごと交互にどちらかの放映権しか得ることができず、さらに民放側はその放映権を各局持ち回りにしている。この年はNHKが既に7月のオールスターゲームを地上波中継していたため、ワールドシリーズの放映権は民放側に与えられ、持ち回りでフジテレビが獲得した。現地での試合開始時間である東部夏時間午後8時頃は日本時間の翌日午前9時頃となるため、フジテレビは午前からの生中継に加え、その日の夜にもダイジェスト版を放送した。
MLB機構は、日本における今シリーズの平均視聴者数が1290万人で過去最多となったと発表した。またビデオリサーチは、番組を1分以上視聴した4歳以上の実人数を "到達人数" と定義し、今シリーズの生中継ではそれが両局合計で5656.2万人にのぼったと推計している。各試合における両局の出演者や、ビデオリサーチ推計の視聴者数情報は以下の通り。
| 試合  | 日付 （日本時間） | 地上波放送（フジテレビ系列） | 地上波放送（フジテレビ系列）   | 地上波放送（フジテレビ系列） | 地上波放送（フジテレビ系列） | 衛星放送（NHK BS） | 衛星放送（NHK BS）   | 衛星放送（NHK BS） | 衛星放送（NHK BS） |
| 試合  | 日付 （日本時間） | 出演者                       | 出演者                         | 視聴者数                     | 視聴者数                     | 出演者             | 出演者               | 視聴者数           | 視聴者数           |
| 試合  | 日付 （日本時間） | 実況                         | 解説・ゲスト                   | 平均視聴人数                 | 到達人数                     | 実況               | 解説・ゲスト         | 平均視聴人数       | 到達人数           |
| ----- | ----------------- | ---------------------------- | ------------------------------ | ---------------------------- | ---------------------------- | ------------------ | -------------------- | ------------------ | ------------------ |
| 第1戦 | 10月26日（土）    | 中村光宏                     | 古田敦也、福留孝介、青木宣親   | 824.6万人                    | 2566.8万人                   | 池野健             | 田中賢介             | 569.1万人          | 1266.0万人         |
| 第2戦 | 10月27日（日）    | 谷岡慎一                     | 谷繁元信、五十嵐亮太           | 929.1万人                    | 2659.7万人                   | 池野健             | 田中賢介             | 603.9万人          | 1207.9万人         |
| 第3戦 | 10月29日（火）    | 大川立樹                     | 斎藤隆、川上憲伸、前田健太     | 522.6万人                    | 1626.0万人                   | 池野健             | 田中賢介、長谷川滋利 | 476.2万人          | 1045.3万人         |
| 第4戦 | 10月30日（水）    | 竹下陽平                     | 川上憲伸、鳥谷敬、前田健太     | 557.5万人                    | 1626.0万人                   | 池野健             | 田中賢介、長谷川滋利 | 429.7万人          | 0998.8万人         |
| 第5戦 | 10月31日（木）    | 中村光宏                     | 谷繁元信、五十嵐亮太、中居正広 | 557.5万人                    | 1823.4万人                   | 池野健             | 田中賢介、長谷川滋利 | 429.7万人          | 1033.7万人         |

今シリーズの日程は、日本時間では同国プロ野球（NPB）の第75回日本シリーズと同じ日に設定されていた。アメリカ合衆国内におけるワールドシリーズ中継と異なり、日本国内における日本シリーズ中継は1局が全試合を独占中継する形式をとらず、試合ごとに放送局が変わる。フジテレビ系列は日本シリーズ第3戦の放映権を持っていたため、10月29日はワールドシリーズのダイジェスト版を午後5時48分〜6時30分の放送とし、それが終わってから日本シリーズ第3戦の生中継を実施した。ただそれ以外の26日・27日・30日・31日は、フジテレビ系列はワールドシリーズのダイジェスト版をプライムタイムの午後7時から放送し、他局による日本シリーズ生中継に裏番組としてぶつけた。これに対しNPBは日本シリーズの取材者証をフジテレビから没収し、さらに11月の日本代表対チェコ代表戦でも同局へは取材者証を発行しない措置をとった。夜のダイジェスト版放送について、フジテレビ社長・港浩一は朝の生中継を観られなかった視聴者のためだと説明し、NPB事務局長・井原敦はテレビ局各局・スポンサー企業・NPB12球団・NPB機構の4者協力体制を損なうものだと非難した。NPBは取材者証没収にとどまらず、26日の時点では日本シリーズ第3戦の放映権をフジテレビ系列から剥奪する方針も示していたが、これは実現していない。

### その他の国・地域
MLB機構によれば、今シリーズは日本だけでなくカナダ、メキシコやドミニカ共和国、台湾（中華民国）でも視聴者数が歴代最多となった。

## ドキュメンタリー番組
本シリーズの舞台裏に焦点を当てたドキュメンタリー番組『栄光への戦い:2024ワールド・シリーズ』（R・J・カトラー監督、イマジン・エンターテインメント制作）が2025年3月28日にApple傘下の定額制動画配信サービスであるApple TV+にて配信公開された。